# Kassongia subfuscata
Kassongia subfuscata är en insektsart som beskrevs av Grunshaw 1986. Kassongia subfuscata ingår i släktet Kassongia och familjen gräshoppor. Inga underarter finns listade i Catalogue of Life.